# بحيرة شبل الدب
بحيرة شبل الدب، هي بحيرة صغيرة تقع شمال غرب داونزفيل في مقاطعة ديلاوير ، نيويورك. تستنزف بحيرة شبل الدب الجنوب الشرقي عبر جدول غير مسمى يتدفق إلى ويلسون هولو بروك.